# Doutor Octopus
Doutor Octopus (alter ego do Dr. Otto Gunther Octavius) é um personagem de quadrinhos da Marvel Comics, um supervilão que é um dos arqui-inimigos do Homem-Aranha. Criado pelo roteirista Stan Lee e o artista Steve Ditko, o personagem apareceu pela primeira vez em The Amazing Spider-Man #3 (julho de 1963), e é um cientista que usa quatro tentáculos mecânicos. Em certo ponto, após tomar posse do corpo de Peter Parker, decidiu se tornar o anti-herói Homem-Aranha Superior. Foi nomeado como o 28º Maior Vilão dos Quadrinhos de Todos os Tempos pela IGN em 2009, e o site também nomeou Octopus como o maior adversário do Homem-Aranha.

## Biografia do personagem
Otto Octavius nasceu no dia 12 de setembro de 1963 em Schenectady, Nova Iorque. Ele teve uma triste infância; seu pai, Torbert Octavius, um trabalhador da fábrica, era abusivo e violento contra Otto e sua mãe, Mary Octavius. A timidez do jovem Otto e o bom trabalho na escola o marcaram como um "animal de estimação do professor" e visavam como assunto de bullying. Torbert não apreciou ter um filho intimidado e rugiu contra Otto para usar a violência em lidar com os agressores. Maria Octavius defendia seu filho das tiradas de Torbert, dizendo que Otto era um pensador superdotado, que resolveria problemas usando o cérebro e não os punhos. Devido à insistência de sua mãe e ao seu desgosto em relação aos homens que trabalhavam no trabalho manual, Otto estava determinado a não se tornar como seu pai, usando todos seus esforços em sua educação, classificando regularmente com as melhores notas. A devoção de Otto a estudar concedeu-lhe uma bolsa universitária. Durante o primeiro ano de faculdade de Otto, a morte de seu pai devido a um acidente industrial, impulsionou Otto ao estudo e em uma obsessão com a física. Depois de se formar na faculdade, Otto encontrou trabalho em uma empresa de engenharia.
Otto tornou-se um físico nuclear brilhante e respeitado, consultor de pesquisas atômicas, inventor e palestrante. Ele projetou um conjunto de braços mecânicos altamente avançados controlados através de uma interface cérebro-computador para ajudá-lo com sua pesquisa em física atômica. Os braços do tentáculo eram resistentes à radiação e eram capazes de uma grande força e um movimento altamente preciso, ligado a um arnês que se encaixava em seu corpo. Mais tarde, em sua carreira criminal, ele alegou que a inspiração para o dispositivo veio do Homem Vitruviano, o famoso desenho a lápis de Leonardo da Vinci, um de seus ídolos.
Embora seu relacionamento com os colegas de trabalho fosse geralmente hostil, uma pesquisadora chamada Mary Alice Anders acabou fazendo amizade com ele, impressionada por uma demonstração de seu arnês. Os dois começaram a namorar, e, com o tempo, Otto a pediu em casamento. No entanto, sua mãe não aprovou a união, acreditando que nenhuma mulher era boa o suficiente para seu filho. Para agradá-la, Otto terminou o noivado.
Mais tarde, ao descobrir que sua mãe havia começado a namorar um bibliotecário, ele a repreendeu duramente, e a discussão culminou em um ataque cardíaco fatal. Com a morte da mãe e Mary Alice fora de sua vida, Otto tornou-se cada vez mais amargo e hostil com todos ao seu redor. Sua concentração no trabalho foi afetada, levando-o a negligenciar detalhes importantes e medidas de segurança. Entre os colegas, ele era apelidado pejorativamente de 'Doutor Octopus' — um trocadilho com seu nome e com o dispositivo de quatro braços mecânicos que utilizava. Otto estava ciente da zombaria, mas não se importava.

### Início da carreira criminosa
Durante um vazamento acidental de radiação que terminou em uma explosão, o aparelho tornou-se fundido no corpo de Otto Octavius. Mais tarde, revelou-se que a radiação (ou possivelmente sua própria mutação latente) havia mudado seu cérebro para que ele pudesse controlar o movimento dos braços usando somente seus pensamentos. Os tentáculos já foram removidos cirurgicamente de seu corpo, embora Octavius mantenha o poder de controlá-los telepaticamente a uma grande distância. O acidente também aparentemente danificou seu cérebro (embora tenha sido sugerido mais tarde que o que foi interpretado como dano cerebral era, de fato, sua mente se recarregando para acomodar quatro membros extras), e o cientista se voltou para uma vida de crime, primeiro tomando o refém do hospital e chamando-se "Doutor Octopus" do nome depreciativo que seus colegas de trabalho lhe deram. Embora o próprio Doutor Octopus seja portoso, com uma forma física fraca, e é míope, com seu arnês ligado ele é fisicamente mais do que uma partida para o Homem-Aranha. O acidente também fez seus olhos muito sensíveis à luz, exigindo que ele usasse óculos com lentes sombreadas.
Em seu primeiro encontro, o Doutor Octopus derrotou o Homem-Aranha, jogando-o fora de uma janela. Após essa derrota, o Homem-Aranha considerou desistir de sua carreira heroica, mas foi inspirado a continuar pelo Tocha Humana e, finalmente derrotou Doutor Octopus.
Ao longo dos anos, o Doutor Octopus tornou-se um dos membros mais identificáveis da galeria de vilões do Homem-Aranha. Octopus formou o Sexteto Sinistro original para lutar contra o Homem-Aranha depois de ter tomado Betty Brant e May Parker como reféns. Ele liderou seis grupos sinistros subsequentes, e geralmente se ofende quando alguém lidera o time. Disfarçado como o planejador mestre, ele organizou um roubo de equipamentos atômicos. Depois que ele roubou uma fórmula que o Homem-Aranha precisava para curar sua tia May, o Homem-Aranha rastreou a gangue do médico Octopus até sua base. Na luta subsequente, o Homem-Aranha ficou preso por baixo de um edifício colapsado. Aparentemente condenado, o Homem-Aranha foi, finalmente, capaz de recorrer a uma força de vontade para invocar a força para escapar. Mais tarde, revelou que ele usou um tanque de mergulho para escapar.
Doutor Octopus tentou mais tarde roubar o dispositivo Nullifier do Departamento de Defesa e coloca uma armadilha para o Homem-Aranha. Ele se tornou o inquilino de May Parker e chegou perto o suficiente para usar o Nullifier no Homem-Aranha; apesar de ter esperado que apenas anulasse os bandidos do Homem-Aranha, a radiação no sangue do Homem-Aranha resultou na interação do Anular com a biologia única do Homem-Aranha tornando-o amnésico, Octopus posteriormente enganando o Homem-Aranha para ajudar Ele antes da própria melhor natureza do Homem-Aranha resultou em ele se virar contra o "parceiro", apesar de sua perda de memória o suficiente para que John Jameson use o Nullifier para fechar seus tentáculos.
Doutor Octopus expôs mais tarde a habilidade de ativar seus braços mecânicos remotamente e usou-os para libertar-se da prisão. Sua batalha resultante com o Homem-Aranha resultou na morte do capitão George Stacy. Doutor Octopus travou uma guerra de gangue com Hammerhead. Ele tentou se casar com May Parker para adquirir uma ilha com uma planta atômica que recentemente herdou sem saber. Doutor Octopus escapou da morte quando a ilha foi destruída e começou uma vida como sem-teto. Ele lutou contra o "fantasma" de Hammerhead e conseguiu devolvê-lo à forma humana e derrotá-lo após uma aliança temporária com o Homem-Aranha.
Doutor Octopus depois tentou sequestrar um submarino atômico. Ele também tentou envenenar a cidade de Nova Iorque com tinta para impressoras e lutou contra o Justiceiro e o Homem-Aranha. Ele lutou contra a coruja e sua gangue. Ele desativou com sucesso um reator nuclear em um laboratório antes da fusão. Ele depois apresentou sintomas que o Senhor Fantástico diagnosticou como transtorno de personalidade múltipla. O Doutor Octopus foi levado ao Battleworld de Beyonder, onde lutou contra uma horda de heróis e conspirou contra o Doutor Destino pela liderança do grupo de bandidos. Ele conseguiu derrotar os X-Men, até Magneto chegar à ajuda dos mutantes.

### Aracnofobia
Sua conquista de maldade foi a batida quase fatal de Gata Negra (parceira então de Homem-Aranha) que levou o Homem-Aranha batendo Doutor Octopus dentro de uma polegada de sua vida. O trauma da paliza que ele recebeu do Homem-Aranha deixou Otto Octavius com medo de Homem-Aranha e aranhas em geral por anos, e ele precisava ser tratado por sua aracnofobia aguda. O Homem-Aranha foi forçado a deixar seu inimigo vencê-lo em combate para permitir que Octavius se livrasse de seus medos e recrutá-lo para salvar a cidade de Nova Iorque de um reator nuclear explodindo; Octavius estava planejando para detonar o reator para matar o Homem-Aranha indiretamente, mas depois de seus braços fora de controle derrubar o Homem-Aranha aparentemente sem sentido, o Homem-Aranha o convenceu a desligar o reator para garantir que havia testemunhas de seu "grande triunfo". Octavius decidiu deixar o Homem-Aranha viver com base em que ele agora teria que lidar com a mesma humilhação que ele suportou.

### Morte e ressurreição
Durante a Saga dos Clone, o Doutor Octopus salvou o Homem-Aranha de certa morte de um veneno injetado pelo Abutre, embora isso fosse apenas porque ele desejava ser o único a matar o Homem-Aranha. Durante o processo de cicatrização, ele descobriu a identidade de Homem-Aranha e, em seguida, permitiu-se ser pego pela polícia, esperando ser salvo por sua companheira/amante Stunner. No entanto, Stunner foi nocauteada e o Doutor Octopus foi assassinado pelo clone insano Kaine. Carolyn Trainer assumiu o comando "Doutor Octopus" até que a professora foi ressuscitada por um ramo do culto místico ninja conhecido como Tentáculo. Após a sua ressurreição, revelou-se que ele não tinha conhecimento da identidade de Homem-Aranha, pois as memórias que ele ganhava vieram de um chip de computador fornecido por Carolyn Trainer e a memória da identidade de Homem-Aranha não havia sido registrada no momento de sua morte.

### Esquemas subsequentes
Em anos posteriores, Otto Octavius tentou criar seu próprio assassino pessoal na forma de uma entidade mutante vilão, apelidou de "Mulher-Aranha". Ele também teve que lidar com outro usurpador, sob a forma de arrogante jovem empresário e escultor Carlyle, que fingiu empregar Octavius em sua empresa. Cansando sua vida de crime e desejando retornar a uma carreira de engenharia, Octavius aceitou a oferta de emprego. Isso provou ser uma ardil, e Carlyle subjugou o doutor Octopus e roubou sua tecnologia, usando-a para criar sua própria versão do arnês de Octavius. Durante uma batalha prolongada contra Octavius e o Homem-Aranha, Carlyle foi derrotada quando Doutor Octopus abriu seu terno, permitindo que o Homem-Aranha preenchesse o terno de Carlyle com correias, embora o Doutor Octopus informasse seu inimigo que só fazia isso para machucar Carlyle ao invés de ajudar o Homem-Aranha.
Então, Dr. Octopus levou o embaixador do recém-formado Estado Palestino Livre ao refém, exigindo que, em troca da liberdade do embaixador, o Homem-Aranha o encontrasse na Times Square e se desmascarasse na frente do mundo. Quando o Homem-Aranha foi ao Times Square, ele tirou a máscara para revelar outra máscara, irritando Octavius o suficiente para distraí-lo da libertação do embaixador pelos agentes do Serviço Secreto Israelense.
O Dr. Octopus foi levado para a Ilha Ryker e foi drogado e lavou a cabeça para derrubar o Duende Verde. Ele interrompeu uma batalha entre o Homem-Aranha e o Duende Verde na Ponte do Brooklyn, e os dois vilões foram atingidos por um raio e caíram no rio abaixo. Octopus foi arrastado dias depois sem lembranças do evento.
Enquanto se escondia em uma planta que era propriedade do vilão Fusion, Octavius aparentemente foi forçado a trabalhar para a Fusion, ajudando-o a recuperar o satélite "John Hancock", uma vez utilizado para encontrar armas nucleares, mas agora capaz de encontrar super-humanos potencialmente radioativos, como o Hulk ou o Homem-Aranha. Embora Fusion tenha aparentemente forçado Octavius a submissão, Octavius eventualmente revelou que ele apenas estava fingindo sua submissão para que Fusion pudesse fazer todo o trabalho duro de encontrar o satélite para Octavius para vender, posteriormente batendo Fusion metade a morte e tentando para vender o próprio satélite antes de ser pego e derrotado pelo Homem-Aranha.

### Guerra Civil
Octavius tentou, sem sucesso, formar e liderar outra versão do Sexteto Sinistro, porque o Capitão América e os Vingadores secretos conseguiram derrotar o grupo vilão, embora o médico Octopus ele próprio eludisse as autoridades. Em Sensational Spider-Man # 28, Dr. Octopus é visto exibindo uma transmissão de Peter Parker revelando ser o Homem-Aranha. O Doutor Octopus, em seguida, se agrava em toda a cidade, com absoluta descrença que não só ele foi espancado várias vezes por um adolescente, mas a oportunidade perdida que ele teve quando desmascarou Parker em um de seus primeiros encontros (na época, Peter estava severamente enfraquecido por um caso ruim de gripe e Octavius assumiu que ele era um impostor). Ele é novamente derrotado pelo Homem-Aranha, que confronta o Dr. Octopus desmascarado, depois que dois estudantes de Peter distraem Octavius. Ele é enviado para o centro de detenção do supervilão do Barão Zemo (como visto nos Thunderbolts # 104 e Iron Man Vol IV # 14). Mais tarde, o Homem-Aranha contata Octavius para ver se ele pode ajudar com a condição de Tia May.

### Morrendo
Quando Doutor Octopus descobre que ele está morrendo devido aos anos de castigo, seu corpo levou sua carreira vilão, enfrentando inimigos super-humanos quando ele é fundamentalmente humano, depois de passar dos tentáculos, ele se torna cada vez mais desanimado e descarado em seus planos finais. Com o objetivo de deixar um legado duradouro, ele tenta exercer o controle sobre a cidade de Nova Iorque usando seus Octobots recém-cunhados, mas enquanto ele conscientemente pretende ajudar, seu subconsciente o leva a transformar os recursos da cidade contra o Homem-Aranha e ele também tem como alvo agressivo May Parker (culpado de se casar com o pai de J. Jonah Jameson, J. Jonah Jameson, Sr.), perturbando subitamente o casamento planejado. O Homem-Aranha eventualmente pode assumir o controle da rede planejada de Octavius, forçando Octavius a fugir ao se vingar.
Em suas tentativas desesperadas de prolongar sua vida, Otto Octavius reformou os Seitas Sinistras, desejando adquirir o filho não nascido de Menace, na esperança de sintetizar uma pura linhagem do soro do duende, apenas para ser frustrado novamente pelos esforços do Homem-Aranha e a consciência culpada do Lagarto, reenviando sua amargura em relação a seu inimigo, mas ganhando um reconhecimento rancoroso de suas habilidades. Octavius e o Homem-Aranha continuam cruzando seus caminhos durante os meses seguintes, com os Vingadores lutando contra uma nova iteração dos Sexteto Sinistro, Doutor Octopus enviando um Octobot remoto no ônibus de John Jameson, e Octavius entrando em contato com o Homem de Ferro para forçar Ele encontra uma cura para sua condição degenerativa. No entanto, quando o Homem de Ferro realmente o oferece para que as mentes mais brilhantes do Universo Marvel encontrem uma cura viável, Octavius recusa-se a recusar o testemunho de que Stark admite que não pode fazê-lo e implorar misericórdia para desarmar um dispositivo que Octavius afirmou ser uma bomba, aproveitando esta "prova" de seu suposto superior intelecto.
Suas tentativas de prolongar sua vida no entanto não impedem um plano mais vasto e sinistro, no qual ele tem a Sexteto Sinistro lutando contra a Academia de Vingadores por uma peça da tecnologia de Hank Pym, a Future Foundation para um pedaço da tecnologia de Reed Richards e a Intelligencia for the Zero Cannon, uma poderosa arma antigravidade, revelando mais tarde ter ganhado algo útil de sua incursão antecipada no ônibus de John Jameson. Toda essa preparação cuidadosa se concretizou durante o enredo "Finais da Terra", onde as peças de tecnologia aparentemente incompatíveis roubadas são usadas para construir uma rede de satélite, a lente Octaviana, capaz de alterar o clima do mundo, aumentando ou sufocando raios solares.
O doutor Octopus afirma primeiro ter uma intenção benevolente, desejando parar o efeito de estufa em troca da gratidão e do reconhecimento, mas ele logo foi exposto pelo Homem-Aranha (tendo-se aprimorado com a nova técnica construída pelo Horizon Labs), Black Widow e Silver Sable, e seu plano real (imolar uma grande parte da população inteira para evitar que alguém possa sobreviver a sua morte iminente, tendo os sobreviventes se lembrarem dele em perpétuo medo e reverência). Jogando sobre seu ego, o Homem-Aranha consegue paralisá-lo, lembrando isso, mesmo que ele conseguisse que alguém sobrevivesse a um aquecimento drástico de toda a Terra, os sobreviventes provavelmente sofreriam danos cerebrais e incapazes de lembrar suas ações. Ele, em seguida, o derrota, em retaliação pela morte de Silver Sable, zombando abertamente e reprimindo seus esforços alegando que, por causa da destruição da lente de Octavian e da sua diminuição de saúde, ele agora vai morrer sozinho, esquecido e sem um legado.

### "Morte" e renascimento
Mesmo o cativeiro e o encarceramento são incapazes de parar Otto Octavius. Uma vez que o Homem-Aranha foi forçado a acessar a mente da colmeia dos Octobots várias vezes em meses anteriores, ele involuntariamente deu a Octavius um acesso total e irrestrito a sua mente e, como tal, ele conseguiu programar um Octobot solitário para trocar seu padrão mental. Octavius está agora no corpo de Peter Parker e é capaz de acessar as lembranças do seu inimigo, mas com nenhuma restrição de conteúdo de viver sua vida civil e planejar seu futuro, enquanto seu inimigo agora está preso no corpo falante de Octavius.
Peter é capaz de recrutar Trapster, Hydro-Man e Scorpion com a tarefa de mantê-lo vivo e capturar "Homem-Aranha" na tentativa de reverter o colapso mental. No entanto, o suporte de vida portátil da Trapster pode dar a Peter apenas 700 minutos para viver. Como tal, Peter nega claramente ser o Homem-Aranha. Enquanto a tentativa de Peter de recuperar seu corpo falha, ele pode imbuir seu inimigo com suas próprias memórias e valores antes de morrer aparentemente no corpo incapacitado de Octavius. Atormentado, Octavius (em uma súbita onda de empatia por seu inimigo jurado) promete se afastar da vizinhança e aceita o desejo moribundo de Peter de ter um Homem-Aranha protegendo Nova Iorque. Octavius afirma que, uma vez que ele agora detém o poder físico e os bons valores incorporados pelo Homem-Aranha, mas também a ambição ilimitada e a inteligencia científica do Doutor Octopus, ele superará o "Espetacular Homem-Aranha", tornando-se um "Homem-Aranha Superior".

Otto renascido como Homem-Aranha Superior

### Homem-Aranha Superior
Dentro do corpo do Homem-Aranha, Otto Octavius inicia sua nova carreira como herói ao redesenhar seu equipamento e colocar seu passado como um vilão atrás de si mesmo. No entanto, ele logo se encontra como alvo de vários vilões, como um Stilt-Man melhorado de Octavius, Bumerangue, Overdrive, Shocker, Corisco, o novo besouro feminino e o Cérebro Vivo, todos Eles tentando assumir o lugar deixado pelo aparentemente morto Doutor Octopus e o Sexteto Sinistro. Enquanto eles ainda não combinam com o novo e mais cruel Homem-Aranha, sua violência e novos maneirismos começam a desviar alguns de seus amigos e aliados íntimos, como a Horizon Labs, o Demolidor, o Wolverine (explicitamente proibido para ter a mente de Homem-Aranha telepaticamente escaneada sob a ameaça de ação legal no tribunal), Mary Jane Watson, e Carlie Cooper.
Apesar de suas realizações, Octavius revela-se ainda perseguido pelo persistente espírito de Peter Parker, incapaz de reafirmar o controle sobre o corpo compartilhado do o Homem-Aranha, mas dificultando ativamente seus esforços para se afastar dos valores de Peter e tentar recuperar seu corpo. Apesar da persistente influência de Peter, a recusa de Octavius nos valores de Peter e os danos percebidos o levam a "corrigir" alguns erros: "Peter" se inscreve para a faculdade, perseguindo ativamente o PhD Peter negou-se no passado, e se quebra - imposta "regra de não-matar" ao assumir uma posição pró-ativa contra os malfeitores e os criminosos, matando o massacre do vilão, mesmo após Massacre, pareceu mostrar sinais de se recuperar do dano cerebral que motivou seus crimes, e assaltando violentamente Jester e Screwball por um insulto relativamente menor. Essas ações levaram os Vingadores a enfrentar o "Homem-Aranha" sobre suas atividades recentes, reconhecendo que seu amigo nunca agiria de tal maneira. Quando sua análise posterior confirma que ele ainda é biologicamente Peter Parker — os gêneros residentes da equipe estão de outra forma ocupados e, portanto, incapaz de fazer análises mais detalhadas —, Octavius explica que ele está apenas lidando com o estresse sobre os acontecimentos recentes, a tentativa de Peter de rabisar um aviso de imagem falhando. Depois que Octavius salva uma criança danificada pelo cérebro durante seu ataque na Terra usando um escâner neurológico, ele revela que está ciente da presença de Peter e pretende executar uma "Parker-ectomia" para tentar remover Peter de seu cérebro.
Tentando uma limpeza mental de todas as memórias de Peter para destruir completamente a consciência viva, Octavius consegue apagar as lembranças do Clarim Diário. Percebendo que Peter não se renderia, Octavius envolve diretamente seu inimigo na mente do Homem-Aranha. Depois de bater Peter em uma polpa, quebrando seu espírito com o conhecimento, Peter estava disposto a sacrificar uma menina para evitar que Octavius o encontrasse, Octavius declara sua vitória final ao chamar Peter indigno de ser chamado de Homem-Aranha e acredita que ele excluiu toda a Spider - As lembranças do marido. Voltando ao mundo real, Octavius se alegra de sua crença de que ele é livre e alcançou a vitória sobre o Homem-Aranha. Mas esse apagamento também o privou das lembranças de Homem-Aranha, deixando-o mais difícil para ele posar como Homem-Aranha, com alguns dos amigos de Peter (como Carlie, Mary Jane e J. Jonah Jameson, Sr.) questionando Spider — A abordagem mais bruta de Mães. Enquanto Octavius desenvolveu recursos mais detalhados do que Peter possuía como Homem-Aranha, como criar um pequeno exército de Spider-bots e aliados da Spiderling para ajudá-lo, além de ajudar o Ciclope a atrapalhar a Malícia do mutante do corpo em uma contenção especialmente projetada unidade, ele continua a recorrer a métodos mais questionáveis, como matar Alistair Smythe, e chantagear Jameson a dar-lhe as rédeas gratuitas em Nova Iorque, ameaçando expor o fato de que Jameson lhe pediu para fazer isso. Durante uma série de confrontações com seus ex-aliados no Sexteto Sinistro, ele também tentou lavá-los para se tornar sua nova "equipe", resultando em que ele forçado a unir forças com o novo herói Sun Girl quando os Seis escaparam de seu controle e tentou matá-lo.
O foco de Octavius na escala maior também resultou em falta dos esforços do Duende Verde para estabelecer um novo império criminal, com os criminosos do resgate do Duende Verde que escaparam do Homem-Aranha e os recrutaram para sua nova gangue, pois Octavius simplesmente se concentrou nos líderes onde Peter tentaram capturar toda a gangue. A sua fixação na prova do superior de Homem-Aranha atingiu um clímax particular quando o Homem-Aranha 2099 chegou ao passado para lidar com uma anomalia temporal, com Octavius tornando-se tão fixado com a solução do problema e mantendo a identidade secreta que ele realmente atacou o futuro Homem-Aranha ao invés de pedir sua ajuda, suas ações resultando na destruição dos Laboratórios Horizon porque ele não conseguiu resolver as equações relacionadas ao vibranium que Peter conseguiu resolver. Desconhecido para Octavius, as lembranças de Peter conseguiram sobreviver à eliminação. Quando Octavius tenta acessar as memórias de Homem-Aranha (porque Octavius só pode ver memórias que foram vistas antes da eliminação), Peter é mostrado que levanta as "rochas" fora da batalha mental.
Quando Carlie encontrou evidências de que a mente do médico Octopus está no corpo de Homem-Aranha, ela lamenta Peter no túmulo do médico Octopus. O túmulo então colapsa e Carlie cai onde ela descobre que o corpo do médico Octopus não está lá. Depois que Carlie foi capturado por Menace, o Duende Rei recebe o jornal Carlie de Menace, onde o Duende Rei descobre evidências que afirmam que a mente do Doutor Octopus está no corpo de Homem-Aranha.
Após o fato de ser possuído pelo simbionte do Venom, Octavius recebe ajuda inesperada da consciência de Peter Parker, embora Octavius ainda ignore que Peter sobreviveu ao duelo mental. Peter decide manter um perfil baixo até Octavius fazer algo que fará com que ele entre em ação. Peter descobre que o apagamento de Octavius o deixou com poucas lembranças próprias, mas depois de perceber aqueles que ainda tem são os que o definem, promete não desistir e que ele vai recuperar o controle de seu corpo. O Homem-Aranha Superior encontra-se de frente para toda a força do Underground Goblin desde a posse do simbionte Venom há 31 dias. Quando o Homem-Aranha Superior finalmente confronta o Duende Rei, ele menciona que ele conhece a troca de palavras do Doutor Octopus com o Homem-Aranha. O Duende Rei então faz seu próximo passo, tendo mísseis direcionados a Spider-Island II.
Octavius sobreviveu ao bombardeio e escapou com The Living Brain. Ele então tenta encontrar o Duende Rei, no entanto, antes que ele possa fazer isso, Menace leva a personagem de apoio Anna Maria Marconi como refém. Enquanto isso, o Duende destrói todos os edifícios que significam algo para Octavius, para puni-lo por roubar o Duende de seu sonho: matar o Homem-Aranha. Octavius é atraído para Empire State University, onde ele encontra Don Lamaze. Durante a luta que se seguiu, Lamaze leva uma lâmina para Octavius e morre nos braços do Homem-Aranha Superior. Dirigindo-se a Alchemax, ele é confrontado com o Homem-Aranha 2099, que controla os assassinos e exige respostas. No entanto, antes de obtê-los, o Duende Rei reage os matadores para matar as aranhas, afirmando que Norman Osborn agora governa Nova Iorque. Embora ele consegue escapar, Octavius é forçado a perceber que ele falhou em seu objetivo de ser um Homem-Aranha "Superior" quando o restaurado Peter Parker se apoderou de salvar um filho de um trem fugitivo onde Octavius hesitou, refletindo que ele é consciente de sua inferioridade fundamental à medida que ele supera a compensação enquanto Peter se retira, mas age quando ele precisa. Octavius então, de bom grado, exclui sua própria consciência para que Peter possa recuperar o controle de seu corpo. À medida que as últimas lembranças de Octavius desaparecem, mostra-se que ele realmente se apaixonou por Anna Maria, para a surpresa de Peter. Octavius diz a Peter que ele está disposto a desistir de seu amor para mantê-la segura — algo que só Peter pode fazer como o verdadeiro Homem-Aranha Superior - e exorta o herói a salvar Nova Iorque em seu lugar.

### Spider-Verse
No arco Spider-Verse, Octavius foi enviado ao ano de 2099 por acidente ao lidar com as anomalias temporais causadas pelo portal do horizonte. Preso no futuro, ele tentou voltar para casa criando um portal dimensional, mas encontrou-se viajando para vários universos alternativos — incluindo um em que o Homem-Aranha se juntou ao Quarteto Fantástico e uma variação da Casa de M — onde todos os Homem-Aranha estava morto. Percebendo que algo estava caçando o Homem-Aranha em outras dimensões, Octavius começou a reunir alguns dos mais intrépidos Homens-Aranha em uma equipe que poderia se opor ao que fosse matá-los, incluindo o Homem-Aranha Noir, um Homem-Aranha multi-armado, o Pavitão Prabhakar e Peter Parker trabalhando em negócios clandestinos com o Wolverine. À medida que a crise se desenrola, Octavius assume o comando de um grupo de Homens-Aranha alternativos, considerando-se particularmente qualificado para liderá-los devido à sua natureza única e vontade de matar, mas quando seu time é confrontado por outro grupo liderado pelo Peter Parker da Terra-616 - que Octavius presume é um passado Peter, pois ele não pode contemplar a possibilidade de que ele falhe - ele é forçado a conceder a liderança de Peter quando Peter o derrota em uma briga, Peter afirmando que matando Morlun e o Os herdeiros não são a resposta, pois eles apenas voltarão e precisam de um novo plano. Embora ele perceba que Peter vem de seu futuro quando Peter reconhece o nome de Anna Maria, Otto é obrigado a reconhecer seus próprios fracassos quando ele descobre que outra Terra, onde Ben Parker era o Totem de aranha, foi reduzida a uma área de pouso nuclear por causa de suas ações. própria homóloga local.
Para impedir que os Herdeiros viajassem ao redor do multiverso, caçando todos os totens animais o mais rápido possível, Octavius identificou o mestre tecelão como a fonte de suas habilidades para atravessar o multiverso e o matou. No entanto, Morlun temeu as consequências dessa ação, resultando em Karn, o Inheritor sobrevivente deserta, ocupando o lugar de Weaver (embora tenha sido notado que o tecelão era realmente o futuro de Karn, criando um paradoxo temporal complexo). Tendo percebido que ele estava "destinado" a ser substituído por Peter Parker, Octavius tentou atacar a rede multiversal para se "salvar" de seu destino, alegando que ele estava dando às aranhas o "presente" do livre arbítrio, mas a Terra- 616 aranhas conseguiram derrotá-lo quando seus aliados sobreviventes retornaram às suas dimensões domésticas. Antes de partir, Octavius emitiu uma mensagem atrasada para o programa Anna Maria, destinada a ativar 100 dias depois de retornar ao seu horário local, mas ao retornar ao seu tempo, a memória de seu tempo com o Exército-Aranha é apagada , permitindo que a história se desdobre como deveria.

### All-New, All-Different Marvel
Como parte do evento All-New, All-Different Marvel, uma cópia da consciência do Doutor Octopus é mostrada em Living Brain, onde ele ainda está apaixonado por Anna Maria Maraconi. Após os acontecimentos de Spider-Verse, Otto Octavius apoiou sua consciência em uma de suas luvas (atiradores de web do Superior) que dormiu por 100 dias usando a tecnologia que adquiriu a partir de 2099. A luva abriu uma cópia da consciência de Otto até o Spider-Verse (sem as memórias de aprender sobre o poder e a responsabilidade por seu ato de auto sacrifício em Goblin Nation, pois esta cópia permaneceria adormecida durante esse período). Depois de transformar a luva em uma versão de um octobot, ele se apoiou no Living Brain enquanto esperava a próxima oportunidade de assumir novamente o corpo de Parker, planejando agir em um momento em que o sentido da aranha de Parker seria tributado para que ele perca os sinais relevantes.
No momento em que Living Brain estava no ramo de Londres da Parker Industries, a consciência do médico Octopus expressa raiva ao ser forçada a agir como seu lacaio. Depois que Sajani Jaffrey é demitido por Peter Parker por conspirar contra ele, a consciência do médico Octopus sorri quando Anna é a chefe do ramo de Londres Parker Industries.
Durante o enredo Dead No More: The Clone Conspiracy, Peter decide que a Parker Industries se familiarize com o sistema New U de New U Enterprises, que é um programa onde os órgãos de substituição são clonados para aqueles que sofrem de feridos graves. Ao ouvir sobre isso dentro do Living Brain, a consciência do médico Octopus expressa interesse no procedimento. Quando Peter Parker digitalizou o Living Brain para descobrir por que estava agindo de forma incomum, a consciência do médico Octopus perguntou por que ele foi apagado. Percebendo a verdade, Peter Parker encerrou Living Brain apenas para a consciência do Dr. Octopus para reativar o Cérebro Vivo e fazer com que ele se auto desastre enquanto escapava no Octobot. Ao chegar às Novas U Enterprises, o Octobot, possuidor do médico Octopus, planeja recuperar seu corpo biológico, convencido de que a consciência no corpo de Parker foi "infectada" por seu tempo como Homem-Aranha para acreditar que Peter era superior ao próprio. Ao dirigir-se ao campo de Potter, o octobot do médico Octopus possuía que o corpo do médico Octopus estava roubado ao lado de Alistair Smythe e outros vilões. Trata o roubo de sepultura para New U Technologies. Encontrando o corpo do médico Octopus, o Octobot possuído pelo médico Octopus permitiu que fosse clonado e aperfeiçoado. Depois de eliminar a cópia da consciência de Peter Parker, o Dr. Octopus ganha o controle do corpo do clone e emerge do táxi onde ele se assemelha a sua aparência anterior. Jackal estava presente onde ele o apresenta com seu pacote de tentáculos. Agora, um aliado de Jackal, o Doutor Octopus recebe os especiais New U Pills para evitar que seu corpo sofra degeneração de clones.
Quando o Homem-Aranha mais tarde se infiltra em New U Technologies depois de testemunhar imagens de vídeo de um dos seus sujeitos que sofrem de degeneração celular, ele evade a força de segurança inicial, incluindo Rino e a Eletro feminina. Quando ele descobre o que parece ser Gwen Stacy, ele está distraído o suficiente para ser surpreendido pelo Octavius renascido, mais uma vez em seu próprio corpo com novos tentáculos. Com o Homem-Aranha preso em seus tentáculos, o doutor Octopus diz-lhe que ele não é um clone ou um holograma, mas o verdadeiro Otto Octavius.
Após as saídas de seda da New U Technologies, Doutor Octopus ataca a Spectro, que não conseguiu passar pelas paredes com o assunto do teste. Doutor Octopus e Spectro lutam até que Electro chegue e derrube Spectro. Doutor Octopus experimenta mais tarde com Spectro e planeja colocar nele em um corpo clonado.
Ao estudar os clones de Kaine e Electro para aperfeiçoar o Proto Clone, Anna Maria foi levada a Otto e ela fica desconfortável quando Doutor Octopus começa a atrair seu interesse amoroso. Quando Jackal entra no laboratório, Anna Maria revela que ela sabe como parar o processo de decaimento nos clones e Jackal oferece-lhe o corpo "Proto Clone" em troca da fórmula. Octavius se ofende pelos comentários de Jackal sobre o nanismo de Maria e ataca seu chefe. Em seguida, ele puxa um interruptor que ativa o vírus Carrion em todos os clones e faz com que ele comece rapidamente a decair.
Doutor Octopus luta contra Jackal para permitir que Peter e Anna Maria o tempo para transmitir a freqüência, com o Homem-Aranha, antecipando corretamente que Octavius atuaria para proteger Anna, independentemente da sua própria história. A frequência tem um efeito enorme no Doutor Octopus e Jackal. Ao verificar New U Technologies 'Haven após a transmissão, o Homem-Aranha e Anna Marie Maraconi descobriram que Ben Reilly, Octopus e Gwen Stacy foram aparentemente reduzidos a poeira. Mais tarde, revelou-se que o Doutor Octopus tornou inconsciente Ben Reilly e escapou transmitindo sua mente para o Proto Clone (um clone perfeito de Peter Parker) antes que Ben Reilly pudesse.
Com seu novo corpo, Otto Octavius retorna a uma de suas antigas bases apenas para descobrir que está sendo ocupado pela Hidra. Ele derrota os soldados da organização terrorista, mas é recrutado pela mesma por Arnim Zola. Zola concede-lhe a liderança de alguns soldados Hidra para trabalhar para ele na organização da destruição da Parker Industries. Com a ajuda da Hidra, ele cria um novo uniforme para si mesmo, sendo o Polvo Superior, com a intenção de aguardar as ações de Peter para desencadear o colapso da Parker Industries para que ele possa retomar sua posição e se mostrar superior novamente.
Durante o enredo de Secret Empire, Superior Octopus aparece como um membro dos Vingadores da Hidra. Fora de seu trabalho com os Vingadores da Hidra, Superior Octopus se aproximou do Homem-Aranha, onde ele quer que ele transfira a propriedade da Parker Industries de volta para ele. Quando Peter Parker recusou essa oferta, o Superior Octopus fez com que os agentes da Hidra na filial de Londres da Parker Industries explodissem o prédio. Enquanto Peter foge para o ramo de Hong Kong da Parker Industries, a Octavius tenta implementar vários protocolos de segurança que ele adicionou a toda a tecnologia Parker Industries que lhe permite retomar o controle de qualquer coisa desenvolvida pela empresa, mas Peter gira as tabelas em Octavius ordenando aos seus funcionários que destruam literalmente a empresa para prejudicar a Hidra, frustrando a tentativa de Octavius de encerrar seu novo terno de alta tecnologia com um EMP, voltando ao seu traje tradicional e transformando o truque EMP contra Octavius para que seus próprios tentáculos o atacassem. Octavius é forçado a fugir da batalha, fumando em como ele é tratado como apenas outro servo no exército de Hidra.

## Poderes e habilidades
Octavius é um gênio no campo da física atômica, e ele tem um PHD em ciência nuclear. Um brilhante engenheiro e inventor, ele também é um estrategista de soberba e um líder carismático. Sua genialidade na radiação é tão excepcional que ele já foi chamado pelo Senhor Fantástico do Quarteto Fantástico para oferecer sua inteligência quando a Mulher Invisível sofria de complicações durante sua segunda gravidez, como resultado da radiação cósmica que deu à equipe de seus poderes.
Devido à exposição à radiação atômica, o Doutor Octopus tem a habilidade mental de controlar os quatro, acionado eletricamente, encurtando, preênsil, titânio, aço, artificiais, braços tentáculo (mesmo quando não estão conectados a ele, ele também pode controlá-los sobre vastas distâncias), que estão presos por um cabo de aço inoxidável que abrange a parte inferior do tronco. Cada um desses quatro braços são capazes de levantar três toneladas, desde que pelo menos um braço é utilizado para suportar seu corpo. O tempo de reação e agilidade dos seus apêndices mecânicos são melhorados muito além do alcance atingível da musculatura humana normal. Os braços permitem Octavius a avançar rapidamente em qualquer terreno e escalar superfícies verticais e tetos. Ele desenvolveu a sua concentração e controle para o ponto que ele pode envolver um único adversário, como o Homem-Aranha, ou vários adversários com os braços ao executar um completamente separada mas delicada tarefa, tais como a agitação de café ou a construção de uma máquina.
Doutor Octopus, também empregou um traje blindado, que lhe permitia respirar debaixo d'água e projetado para suportar a pressão da água extremas.
Doutor Octopus começou a usar uma armadura de corpo inteiro devido a uma doença incapacitante, com os braços normais ligado a ele e quatro tentáculos adicionais à armadura.

### Arreios
Dr. Octopus possuiu um total de três arneses diferentes durante sua carreira: o original, com fios de titânio; um mais poderoso, de Adamantium chicote; e o chicote de corrente, com tentáculos tendo um motivo — como o polvo. O Adamantium e os chicotes originais foram destruídos no início da minissérie do Homem-Aranha Lethal Foes.
Seu arnês atual é feita de um aço-liga de nióbio-titânio, mistura que é densa, mas leve em sua composição. Apesar de usar o cinto, os braços são poderosos o suficiente para lhe permitir subir paredes de concreto puro e mover-se rapidamente. Eles também são usados para pegar itens, tanto pequenos como grandes, e como armas literais (sendo balançados em objetos e pessoas como bastões). As pinças no final de cada tentáculo também podem ser usadas para cortar e rasgar a carne de seus inimigos. Seu poder absoluto com estes apêndices era grande o suficiente para vencer o Demolidor, um combatente experiente com os sentidos sobre-humanos, a ponto de quase matá-lo.
Os feixes de Adamantium eram poderosos o suficiente para conter e golpear o Hulk (em sua apresentação, durante uma série escrita por Erik Larsen). O Adamantium em seus tentáculos pôde superar o Homem de Ferro em combate, dilacerando a armadura do Vingador Dourado — uma derrota tão dura que Tony Stark começou a duvidar de suas habilidades quase o suficiente para recorrer novamente ao alcoolismo. Os cabos também são capazes de realizar um jetpack pequeno que lhe permite voar para lugares mais rápido e capaz de iludir o Homem-Aranha com mais facilidade. Doutor Octopus é até capaz de girar seus tentáculos ao redor de si para desviar projéteis pequenos como balas.
Eventualmente, os tentáculos do Dr. Octopus foram removidos cirurgicamente, mas ele ainda era capaz de controlá-los mentalmente, mesmo à distância. Este poder foi inicialmente explicado como tendo sido causado pelo acidente inicial; Octopus e seus braços estavam fundidos, tanto mentalmente, quanto fisicamente. Na verdade, quando o cinto original foi destruído, causou a Octavius dor excruciante. Ele foi visto suando em bicas e gritando. Mais tarde, histórias sugeriram que Octavius possuía poderes telepáticos menores que lhe deram uma ligação mental direta com os seus tentáculos. Esses poderes telepáticos teriam surgido durante a sua puberdade, quando seu pai teve um aneurisma cerebral.

## Em outras mídias

### Filmes
- No filme Homem-Aranha 2, o vilão foi vivido por Alfred Molina.[111] No enredo, a grande ambição do Dr. Octopus é reconstruir o seu projeto de transformar o trítio, um isótopo de hidrogênio bastante raro na Terra, em energia nuclear através de sua fusão. O vilão havia tentado realizar tal experiência com o apoio da empresa Oscorp (na ocasião presidida por Harry Osborn), porém foi um fracasso e acabou sendo eletrocutado, ocasionando a quebra do chip que o permitia controlar os quatro tentáculos soldados ao corpo. Após o incidente, os tentáculos manipularam a mente de Octavius a fim de reconstruir a máquina e de que a solução para a reversão do problema seria obter maior quantidade de trítio a fim de aumentar o campo de isolamento e evitar a ruptura, o que na verdade só agravaria a situação. Enquanto o seu experimento era refeito, Octavius recobre a consciência e consegue controlar os tentáculos novamente, destruindo definitivamente o seu projeto, o que resultou também na sua morte.
- No filme The Amazing Spider Man 2, Doc Ock não aparece, mas os tentáculos robóticos fazem uma aparição curta quando o homem na sombra do filme The Amazing Spider Man caminha em uma sala da Oscorp.
- No filme Spider-Man: No Way Home, o ator Alfred Molina retorna a interpretar o vilão, que continua a história do filme Homem-Aranha 2 e sua suposta morte.[112]

### Animações
- Doutor Octopus apareceu nas animações dos anos (1960s, 1980s) da série de TV, Homem Aranha, e na série de 1982, O Incrível Hulk, como um vilão recorrente e fazendo participação especial.
- Michael Bell reprisou o seu papel em Homem Aranha e os seus Amigos Incríveis, no episódio "Aranha Conhece Garota do Amanhã".
- Doutor Octopus reapareceu na série dos anos 90 Spider-Man: The Animated Series, como um dos antagonistas principais, sub-líder dos Seis Sinistros e aparecendo em diversos episódios das cinco temporadas.
- Octopus retornou na série The Spectacular Spider-Man, sendo um cientista e inventor da Oscorp, e o responsável pela criação de alguns vilões e líder do Sexteto Sinistro. Na primeira temporada, ele foi o criador do Rino e do Homem-Areia, e se tornou um vilão recorrente nos episódios "Reação e Terapia em Grupo". Seu surgimento foi por causa de uma tremenda bagunça do Duende Verde. Ock retornou como o vilão principal do primeiro arco da segunda temporada, sob a identidade de "Planejador Mestre" e participando das reuniões, fornecidas pelo Rei do Crime e pelo Cabeça de Martelo.
- Doutor Octopus apareceu como um dos antagonistas recorrentes da série Ultimate Homem-Aranha, com a voz de Tom Kenny. Na primeira temporada, ele trabalha para o Norman Osborn, após um terrível acidente de laboratório, causando a paralisação dos braços e pernas, e tendo como esforço, os tentáculos mecânicos desenvolvido pelo Norman. Ock foi o responsável pelo criação do Venom e do Duende Verde, e teve o objetivo de capturar e desvendar os poderes do Aranha, e descobrir a sua verdadeira identidade. Octopus retornou como um dos dois antagonistas centrais da segunda temporada, ao lado do Duende Verde, e se onde formou e liderou o grupo de vilões, conhecido como "O Sexteto Sinistro". Ele reprisou outro papel importante como um dos vilões recorrentes da terceira temporada (Ultimate Homem Aranha: Rede de Guerreiros), na estreia, se aliou ao Loki, para criar um exercito de Venons e seres de Asgard (Trolls, Lobos, Dragões e Gigantes de Gelo) e causar a destruição dos Vingadores e do Homem Aranha, e na dominação de Nova Iorque. Octopus foi usado pelo Grande Mestre na saga "Concurso dos Campeões", para duelar com os heróis da cidade. Doutor Octopus virou o principal antagonista da quarta e última temporada da série (Ultimate Homem Aranha vs. o Sexteto Sinistro), onde ele recebeu uma atualização e foi revelado que ele queria recriar um novo Sexteto Sinistro, trabalhando juntamente com o Arnim Zola e a H.Y.D.R.A. Octopus foi vencido no episódio de duas partes e final de temporada "A Graduação".
- Doutor Octopus fez uma participação especial na primeira temporada de Hulk and the Agents of S.M.A.S.H., no episódio 14 "Venom Interior", onde ele criou um simbionte Venom capaz de absorver a energia gama dos Hulks, e causar a eliminação do Homem Aranha. Tom Kenny reprisou sua voz novamente aqui.
- Na série de 2017 Marvel's Homem Aranha, Ock é dublado por Scott Menville.

Jogos
- Doutor Octopus é um chefe em diversos jogos do Homem-Aranha, como The Amazing Spider-Man vs. The Kingpin, Spider-Man: Return of the Sinister Six, Spider-Man,  e a adaptação do filme Spider-Man 2. Também é chefe em Marvel: Avengers Alliance 2, Marvel Super Hero Squad Online e Marvel Ultimate Alliance 3: The Black Order.
- Doutor Octopus é tanto chefe quanto jogável em Spider-Man: Friend or Foe.
- Marvel Heroes tem Octopus como chefe e o Homem-Aranha Superior como personagem jogável.
- Em Spider-Man: Edge of Time, Otto Octavius aparece em uma realidade alternativa onde nunca virou vilão, mas eventos do jogo o fazem se mesclar com o Anti-Venom para se tornar o monstruoso Atrocidade.
- Aparece em Disney Infinity: Marvel Super Heroes.
- Doutor Octopus é personagem jogável em Marvel: Contest of Champions, Marvel Puzzle Quest e Marvel Future Fight (nesse último, o personagem recebe uma skin/uniforme baseado na história 'Homem-Aranha Superior')
- Lego Marvel Super Heroes e Lego Marvel Super Heroes 2 tem tanto Doutor Octopus como o Homem-Aranha Superior como personagens jogáveis.
- Apareceu em Marvel's Spider-Man de 2018, como principal vilão.
- Apareceu em Spider-Man: Miles Morales de 2020